# 佐野岳
佐野 岳（さの がく、1992年〈平成4年〉4月3日 - ）は、日本の俳優、タレント。
愛知県一宮市出身。エヴァーグリーン・エンタテイメント所属。双子の弟の佐野渓はサッカー選手。妻はタレントの沢口けいこ。

## 略歴
幼い頃から目立ちたがり屋で、芸能界志望であることを両親に打ち明けたところ、ジュノン・スーパーボーイ・コンテストへの応募を勧められる。愛知学院大学在学中の2011年11月、（第24回）同コンテストで1万3228人の応募の中からグランプリを受賞した。
2012年から本格的な芸能活動をはじめ、同年2月に舞台『SAKURA』で俳優デビュー。その後テレビドラマやバラエティなどに出演する。「現役大学生」としてデビューしたが、大学は後に中退している。
2013年に『「また、必ず会おう」と誰もが言った。』で映画初出演・初主演。同年に平成仮面ライダーシリーズ『仮面ライダー鎧武/ガイム』の葛葉紘汰 / 仮面ライダー鎧武役としてテレビドラマ初主演を務める。
2014年に自身初となる写真集「GAKU」を発売。2015年に日曜劇場『下町ロケット』の佃製作所の若き技術者・川本浩司役で出演し、注目を集めた。
2016年に『「終わりのセラフ」The Musical』にてミュージカル初挑戦。同年にネット配信番組『佐野岳のHOLLYWOODガク』でメインパーソナリティを担当。
2017年に日曜劇場『陸王』で長距離ランナー・毛塚直之役を演じる。翌年の2018年にも、映画『ふたつの昨日と僕の未来』で再び長距離ランナーを演じた。
2023年5月、7年間交際していたタレント・沢口けいこと結婚したことを発表した。
2024年12月11日にボクシングのプロライセンスを取得した。

## 人物
一宮市立今伊勢小学校、愛知中学校・高等学校卒業。愛知学院大学総合政策学部中退。保育園児の頃から高校生までサッカーを続け、中学生時代はクラブチームに所属していた。クラブチーム時代に、サッカー日本代表の宮市亮らとともにサッカーの愛知県代表に選ばれた実績がある。なお双子の弟である佐野渓は同じく愛知学院大学に進学し、後にプロサッカー選手となった。大学ではラクロス部に所属していた。
ジュノン・スーパーボーイ・コンテスト時から運動神経の良さをアピールしており、『芸能界特技王決定戦 TEPPEN』や『オールスター感謝祭』などの運動能力を競う企画に出演している。『究極の男は誰だ!?最強スポーツ男子頂上決戦』（スポダン）では第1回（2012年11月放送）・第5回（2015年12月放送）・第6回（2016年10月放送）大会で総合優勝を果たし、競技の一つ「ショットガンタッチ」では、第7回大会において12m80cmに成功し自らのスポダンでの芸能人最高記録を更新した。2015年10月3日放送の『オールスター感謝祭'15秋 チーム対抗サバイバル!クイズ王座決定戦!!』のイベント企画「赤坂5丁目ミニマラソン」では初優勝を果たした。
『仮面ライダー鎧武/ガイム』では生身でのアクションも多くこなし、スーツアクターの高岩成二・アクション監督の石垣広文・JAE代表の金田治らは佐野の身体能力を高く評価しており、仮面ライダーシリーズの歴代主演俳優で最も身体能力が高いと称されている。
明るい性格で、誰とでも気さくに仲良くなることができる。少年漫画の主人公のようであるとも例えられる。『鎧武/ガイム』でメインライターを務めた虚淵玄は、佐野が演じた葛葉紘汰について佐野の明るさから影響を受けたと述べている。

## 出演

### テレビドラマ
- クロヒョウ2 龍が如く 阿修羅編 第5話・6話（2012年5月、毎日放送） - タケル 役
- GTO（2012年7月3日 - 9月11日、関西テレビ） - 石田拓海 役
  - 秋も鬼暴れスペシャル（2012年10月2日）
  - 正月スペシャル!冬休みも熱血授業だ（2013年1月2日）
  - 完結編〜さらば鬼塚!卒業スペシャル（2013年4月2日）
- 捜査地図の女（2012年10月18日 - 12月6日、テレビ朝日） - 橘和輝 役
- 鴨、京都へ行く。-老舗旅館の女将日記-（2013年4月9日 - 6月18日、フジテレビ） - 石原圭介 役
- 仮面ライダーシリーズ（テレビ朝日）
  - 仮面ライダーウィザード 第52話・最終話（2013年9月22日・29日） - 葛葉紘汰 / 仮面ライダー鎧武 役（特別出演）
  - 仮面ライダー鎧武/ガイム（2013年10月6日 - 2014年9月28日） - 主演・葛葉紘汰 / 仮面ライダー鎧武 役
    - 烈車戦隊トッキュウジャーVS仮面ライダー鎧武 春休み合体スペシャル（2014年3月30日） - 主演・葛葉紘汰 / 仮面ライダー鎧武 役（志尊淳とW主演）

  - 仮面ライダージオウ 第10話 - 第12話（2018年11月11日 - 25日） - 葛葉紘汰 役（友情出演）[28][29]
- 地獄先生ぬ〜べ〜（2014年10月11日 - 12月13日、日本テレビ） - 白戸秀一 役
- 被爆70年特集ドラマ・赤レンガ（2015年、NHK広島） - ジェームズ（青年時代） 役
- 下町ロケット（2015年10月18日 - 12月20日、TBS） - 川本浩司 役
- 臨床犯罪学者 火村英生の推理 第2話（2016年1月24日、日本テレビ） - 相羽徳明 役
- 仰げば尊し（2016年7月17日 - 9月11日、TBS） - 桑田勇治 役[30]
- 陸王（2017年10月15日 - 12月24日、TBS） - 毛塚直之 役
- 絶対零度〜未然犯罪潜入捜査〜 第3話（2018年7月23日、フジテレビ） - 湯川司 役
- ドラマ×マンガ「戦争めし」（2018年8月11日、NHK BSプレミアム） - 西本恵一 役[31]
- 健康で文化的な最低限度の生活 第5・6話（2018年8月14日・21日、関西テレビ） - 島岡光 役
- 関西テレビ開局60周年特別ドラマ「BRIDGE はじまりは1995.1.17神戸」（2019年1月15日、関西テレビ） - 佐伯有 役[32]
- スキャンダル専門弁護士 QUEEN 第2話 - 第4話、第9・10話（2019年1月17日 - 3月14日 、フジテレビ） - 茂呂裕也 役
- オトナの土ドラ 仮面同窓会（2019年6月1日 - 7月21日、東海テレビ・フジテレビ） - 皆川希一 役[33]
- ドラマスペシャル 今野敏サスペンス 「聖域 警視庁強行犯係・樋口顕」（2019年9月2日、テレビ東京） - 菊池和馬 役
  - 「呪縛 警視庁強行犯係・樋口顕」（2020年10月19日）
  - 「鬼火 警視庁強行犯係・樋口顕」（2020年12月14日）
  - 「雛菊 警視庁強行犯係 樋口顕」（2023年6月26日）[34]
  - 「炎上 警視庁強行犯係 樋口顕」（2024年4月1日）[35]
  - 「遠火 警視庁強行犯係 樋口顕」（2024年11月25日）[36]
- 愛知発地域ドラマ「黄色い煉瓦〜フランク・ロイド・ライトを騙した男〜」（2019年11月27日、NHK BSプレミアム） - 牧口銀司郎 役[37]
- 特集ドラマ「黒蜥蜴－BLACK LIZARD－」（2019年12月29日、NHK BSプレミアム・NHK BS4K） - 真田信人 役
- 大江戸スチームパンク（2020年1月19日 - 3月22日、テレビ大阪） - 弥助 役[38]
- スーパープレミアム「柳生一族の陰謀」（2020年4月11日、NHK BSプレミアム） - ハヤテ 役
- 警視庁・捜査一課長2020 第2話（2020年4月16日、テレビ朝日） - 深町和夫 役
- 探偵・由利麟太郎 第4話・5話（2020年7月7日 - 14日、関西テレビ・フジテレビ系） - 小野竜彦 役
- 銀座黒猫物語 第5話「壹番館洋服店編」（2020年8月14日、関西テレビ） - 主演・北野良介 役
- リアルプリンセス 第1回「眠り姫」（2020年8月21日、NHK） - 青年医師（声の出演） 役
- 水ドラ25 おしゃ家ソムリエおしゃ子! 第7話（2020年8月26日、テレビ東京） - 音無草 役
- 刑事7人 シーズン6 第8話（2020年9月23日、テレビ朝日） - 谷内田康平 役
- IP〜サイバー捜査班 第4話（2021年7月22日、テレビ朝日） - 立花亮太 役
- 孤独のグルメ Season9 第7話（2021年8月21日、テレビ東京） - 武田 役
- 科捜研の女 season21 第7話（2021年12月2日、テレビ朝日） - 松永大我 役
- 部長と社畜の恋はもどかしい（2022年1月6日 - 3月24日、テレビ東京） - 拝島高志 役[39]
- 管理官キング（2022年1月6日、テレビ朝日） - 本郷一輝 役
- 封刃師 第1話（2022年1月16日 / 23日[注 1]、朝日放送テレビ / テレビ朝日） - 井崎一臣 役
- グッドモーニング、眠れる獅子（2022年4月23日 - 、ひかりTVチャンネル） - 羽山遼介 役[40]
- クロステイル 〜探偵教室〜 第6話（2022年5月13日、東海テレビ・フジテレビ） - 森村亨 役
- イケメン共よ メシを喰え 第4話（2022年7月31日、テレビ大阪・BSテレビ東京） - 健介 役[41]
- 善人長屋 第5話（2022年8月5日、NHK BSプレミアム・BS4K） - 苅田直次 役
- ソロ活女子のススメ3 第6話（2023年5月11日、テレビ東京） - 火鍋店店主 役[42]
- 女王の法医学〜屍活師〜3（2022年7月3日、テレビ東京） - 橘亮平 役[43]
- その結婚、正気ですか?（2023年8月7日 - 9月25日、TOKYO MX1） - 田中雅也 役[44]
- ギフテッド Season1 第4話（2023年9月2日、東海テレビ・フジテレビ） - 秋田雄大 役[45]
- ペットドクター花咲万太郎の事件カルテ2〜お隣さんは殺人犯!?〜（2023年12月29日、BS-TBS） - 唐沢智之 役[46]
- 江戸からきたキラくん（2024年1月2日、東海テレビ） - 主演・吉良上野介 役[47]
- ダブルチート 偽りの警官 Season2（2024年6月29日 - 、WOWOW） - 間宮瑛二 役[48][49]
- タカラのびいどろ（2024年7月1日 - 9月2日、BS朝日） - 山形雅也 役[50]
- モンスター 第4話（2024年11月4日、関西テレビ・フジテレビ系） - 甘利弘樹 役[51]
- レッドブルー（2024年12月18日 - 2月12日、毎日放送・TBS） - 時和金成 役[52]
- パラレル夫婦 死んだ"僕と妻"の真実 第7話（2025年5月13日、関西テレビ・フジテレビ） - ナンパ男 役[53]
- 大追跡〜警視庁SSBC強行犯係〜 第1話（2025年7月9日、テレビ朝日） - 斉藤竜二 役[54]
- FOGDOG 第3話・第4話（2025年8月5日・12日、読売テレビ） - 熊田浩紀 役[55]
- 最後の鑑定人 第5話（2025年8月6日、フジテレビ） - 室田誠治 役[56]

### 映画
- 「また、必ず会おう」と誰もが言った。（2013年9月28日） - 主演・香月和也 役[10]
- 仮面ライダーシリーズ
  - 仮面ライダー×仮面ライダー 鎧武&ウィザード 天下分け目の戦国MOVIE大合戦（2013年12月14日） - 主演・葛葉紘汰 / 仮面ライダー鎧武 役（白石隼也とW主演）
  - 平成ライダー対昭和ライダー 仮面ライダー大戦 feat.スーパー戦隊（2014年3月29日） - 葛葉紘汰 / 仮面ライダー鎧武 役
  - 劇場版 仮面ライダー鎧武 サッカー大決戦!黄金の果実争奪杯!（2014年7月19日） - 主演・葛葉紘汰 / 仮面ライダー鎧武 役
  - 仮面ライダー×仮面ライダー ドライブ&鎧武 MOVIE大戦フルスロットル（2014年12月13日） - 主演・葛葉紘汰 / 仮面ライダー鎧武 役（竹内涼真とW主演）
  - 仮面ライダー平成ジェネレーションズ Dr.パックマン対エグゼイド&ゴーストwithレジェンドライダー（2016年12月10日） - 仮面ライダー鎧武の声 役（ノンクレジット・アーカイブ出演）[57][58]
  - 仮面ライダー平成ジェネレーションズ FINAL ビルド&エグゼイドwithレジェンドライダー（2017年12月9日） - 葛葉紘汰 / 仮面ライダー鎧武 役[59][60]
- インターン!（2016年11月5日） - 死神 役[61]
- HiGH&LOW THE MOVIE 2 / END OF SKY（2017年8月19日） - ユウ 役[62]
- 報復〜かえし〜（2017年10月18日） - 主演・山井浩史 役[63]
- HiGH&LOW THE MOVIE 3 / FINAL MISSION（2017年11月11日） - ユウ 役
- honey（2018年3月31日） - 権瓦郁巳 役[64]
- となりの怪物くん（2018年4月27日） - 佐々原宗平 役[65]
- 純平、考え直せ（2018年9月22日） - ゴロー 役[66]
- ふたつの昨日と僕の未来（2018年11月9日） - 主演・越智海斗 役[67]
- 愛なき森で叫べ（2019年10月11日）
- 超・少年探偵団NEO -Beginning-（2019年10月25日） - ワタリ 役[68]
- 仮面病棟（2020年3月6日）
- リスタートはただいまのあとで（2020年9月4日） - 上田 役
- 真・鮫島事件（2020年11月27日） - 佐々木将輝 役
- 尾かしら付き。（2023年8月18日） - 宇津見快成（大人） 役[69]
- 日めくりの味（2024年10月4日）[70]
- 十一人の賊軍（2024年11月1日） - 水本正虎 役[71][72]
- 真夏の果実（2025年5月17日） - 草壁 役[73]、
- 49日の真実（2025年7月18日） - 横山やすし 役[74][75]

### 舞台
- SAKURA（2012年2月 - 3月、エアースタジオ[76]） - 平野寅之介 役
- 新撰組異聞PEACE MAKER（2012年4月、シアターGロッソ） - 北村鈴 役
- 蒼い季節（2013年1月、エアースタジオ）
- PRIDE（2013年1月、アクアスタジオ）
- Ever Green Entertainment Show 2015 Vol.3（2013年4月 - 5月、SHIBUYA-AX他） - 「ふうりん」谷村学 役ほか
- タンブリング vol.4（2013年8月、赤坂ACTシアター） - 山南竜夫 役
- Legend 〜風のなかの塵〜（2014年8月、アクアスタジオ）
- DARKNESS GATE -ダークネスゲート-（2015年1月、エアースタジオ）
- 曇天に笑う（2015年2月 - 3月、天王洲銀河劇場） - 曇空丸 役
- 龍が如く（2015年4月、赤坂ACTシアター） - 錦山彰 役[77]
- Kiss Me You 〜がんばったシンプー達へ〜（2015年5月、スペース・ゼロ） - 長谷川伍長 役
- 30-DELUX Dynamic Arrangement Theater「新版義経千本桜」（2015年7月、サンシャイン劇場他） - 佐藤忠信 役[78]
- Ever Green Entertainment Show 2015 Vol.4（2015年8月、豊洲PIT）
- 「終わりのセラフ」The Musical（2016年2月、AiiA 2.5 Theater Tokyo） - 主演・百夜優一郎 役[79]
- Ever Green Entertainment Show 2016 Vol.5（2016年4月、豊洲PIT）
- 劇団方南ぐみ企画公演 朗読舞台「逢いたくて…」（2016年5月、シアターサンモール） - 澤田幸作 役[80]
- シアターコクーン・オンレパートリー2016「メトロポリス（2016年11月、Bunkamuraシアターコクーン） - 若い衆 役[81]
- 熱海殺人事件（2017年1月、アクアスタジオ） - 熊田留吉 役
- Shakespeare’s R&J〜シェイクスピアのロミオとジュリエット〜（2018年1月 - 2月、シアタートラム他） - 学生4 役[82]
- OFFICE SHIKA×新宿シアタートップス「9階団地のスーパースター」（2024年2月 - 3月、新宿シアタートップス他） - 星川瞬一 役[83]

### テレビ番組
- 究極の男は誰だ!?最強スポーツ男子頂上決戦（2012年11月21日 - 、TBS） - 第1回 - 第7回大会出場
- 世界のディズニーリゾートへGO!（2016年5月7日 - 12月3日、ディズニー・チャンネル） - トミタ栞と共にMC[84]
- 歴史秘話ヒストリア「新選組 参上!」（2016年6月10日、NHK総合） - 藤堂平助 役 [85]
- 祝60周年！大阪人も知らんかった よしもと新喜劇（2019年3月6日、毎日放送） - 池乃めだか 役
- 発見!タカトシランド（北海道文化放送）
  - 2025年1月10日 - 宮の沢エリアでお宝店を発見! SP
  - 2025年1月17日 - 山の手エリアでお宝店を発見! SP

### オリジナルビデオ
- 鎧武/ガイム外伝 仮面ライダー斬月/仮面ライダーバロン（2015年） - 葛葉紘汰 役
- 報復（かえし）（2017年11月、オールインエンタテインメント） - 山井浩史 役[86]
- 報復（かえし）2（2017年12月、オールインエンタテインメント） - 山井浩史 役[87]

### ネット配信ドラマ
- ファーストクラス Ep.1「僕のシンデレラ」（2013年） - マコト 役[88]
- ソイカレ〜わたしがイケメンと添い寝する30の方法〜 第1話・第15話（2015年）
- MAGI -天正遣欧少年使節-（2019年、Amazonプライム・ビデオ） - ドラード 役[89]
- うち劇『マトリョーシカの微笑』（2020年6月28日、SPWN）
- キャバクラ・ドットコム 第一話（2020年、ドリームプラス）
- Hulu U35クリエイターズ・チャレンジ「速水早苗は一足遅い」（2022年2月、Hulu） - 田辺淳一 役
- 部長と社畜の結婚はもどかしい（2022年3月24日、Paravi） - 拝島高志 役[90]
- グッドモーニング、眠れる獅子（2022年4月23日配信、ひかりTV） - 羽山遼介 役[91]

### ネット配信番組
- 佐野岳のHOLLYWOODガク（2016年10月16日 - 2017年3月26日、FRESH! by AbemaTV） - メインパーソナリティ

### CM
- セブン&アイ・ホールディングス「セブン-イレブン 仮面ライダー / アイカツ! スタンプラリー」（2013年）
- オータムジャンボ宝くじ 「イケメン金造編」（2014年）
- 三菱UFJニコス「大人すぎる新人編」（2016年）
- サントリー「ボス ラテミックス」（2016年）
- 中部電力株式会社 「ナルホド！中電」（2017年10月 - 2019年10月 ）
- サントリー メーカーズマーク「THANKS LABEL」篇（2020年）

### ゲーム
- 仮面ライダーシリーズ（2013年 - 2019年、バンダイナムコエンターテインメント） - 葛葉紘汰 / 仮面ライダー鎧武 役
  - 仮面ライダーバトル ガンバライジング（2013年、アーケード）
  - 仮面ライダー トラベラーズ戦記（2013年、3DS）
  - 仮面ライダー バトライド・ウォーII（2014年、PS3・Wii U）
  - 仮面ライダー サモンライド!（2014年、PS3・Wii U）
  - 仮面ライダー バトライド・ウォー 創生（2016年、PS4・PS3・PS Vita）[92]
  - オール仮面ライダー ライダーレボリューション（2016年、3DS）
  - 仮面ライダー クライマックスファイターズ（2017年12月7日、PS4）
  - 仮面ライダー クライマックススクランブル ジオウ（2018年11月29日、Nintendo Switch）
  - 仮面ライダー ブットバソウル（2019年5月、アーケード）[93]
  - 仮面ライダーバトル ガンバレジェンズ（2023年、アーケード）
- 春ゆきてレトロチカ（2022年5月12日、スクウェア・エニックス）- 四十間光永 / 南将憲 / 四十間了永（昭和時代） / 四十間佐永太 役[94]

### ミュージックビデオ
- Salley「あたしをみつけて」（2014年）
- RHYME SO「Fashion Blogger」（2020年）

### ラジオドラマ
- エブ★ラジ 夜の連続スマホ小説「俺が守ってやるよ。」（2015年1月、TBSラジオ） - 黒崎悠河 役[95]
- ラジオシアター〜文学の扉「幸福の王子」（2015年3月1日・8日、TBSラジオ）
- NHK FMオーディオドラマ 青春アドベンチャー『元中学生日記』（2019年8月19日 - 23日・26日 - 30日、NHK-FM放送） - 主演・加藤優 役[96]

### モデル
- 魔法のiらんど文庫 色葉「私の甘々俺様彼氏」カバーモデル（2012年）
- 集英社ピンキー文庫 みゆ「通学証明〜君と僕の部屋〜」カバーモデル（2014年）
- アディダス「adidas bag 2014 MEN'S」イメージモデル（2014年）

### 玩具
- 仮面ライダー鎧武 DX極ロックシード（2014年6月、バンダイ） - 葛葉紘汰 / 仮面ライダー鎧武 役
- SGロックシード9アーマードライダーSP オレンジロックシード （2014年、バンダイ） - 葛葉紘汰 / 仮面ライダー鎧武 役
- プレミアムバンダイ限定 DX黒のリンゴロックシード（2016年、バンダイ） - 葛葉紘汰 / 仮面ライダー鎧武 役
- COMPLETE SELECTION MODIFICATION 戦極ドライバー（2021年3月、バンダイ） - 葛葉紘汰 / 仮面ライダー鎧武 役
- COMPLETE SELECTION MODIFICATION ロックシードユグドラシルセット（2022年2月、バンダイ） - 葛葉紘汰 / 仮面ライダー鎧武 役

### その他
- 伊豆大島 観光PR イメージキャラクター（2015年）
- 第21回国見町義経まつり（2016年9月22日） - 源義経 役

## ディスコグラフィ
- 仮面ライダー鎧武 Music Arms（2014年9月24日）
  - 「Raise Up Your Flag」 歌：葛葉紘汰（佐野岳）
  - 「乱舞Escalation」 歌：葛葉紘汰（佐野岳）、駆紋戒斗（小林豊）
    - テレビドラマ『仮面ライダー鎧武/ガイム』挿入歌
- SURPRISE-DRIVE（2014年12月3日）
  - 「sing my song for you 〜サヨナラの向こう側まで〜」 歌：Mitsuru Matsuoka EARNEST DRIVE with TEAM ドライブ and 鎧武[注 2]
    - 映画『仮面ライダー×仮面ライダー ドライブ&鎧武 MOVIE大戦フルスロットル』主題歌

## 作品

### 写真集
- GAKU（2014年、主婦の友社）ISBN 978-4-391-14546-5